# Victor Babiuc
Victor Babiuc (n. 3 aprilie 1938, Răchiți, România – d. 25 februarie 2023) a fost un politician român care a îndeplinit de două ori funcția de ministru al apărării între 1996 și 2000, în timpul administrației CDR. Victor Babiuc a fost deputat în legislațiile 1990–1992, 1992–1996, 1996–2000, 2000–2004.

## Controverse
În anul 1998, Babiuc, pe atunci ministru al apărării, a fost cooptat în Consiliul de Administrație de la Bankcoop, deținută majoritar de frații Păunescu.
El a demisionat de la bancă în urma dezvăluirilor din presă.

## Condamnarea penală
La data de 20 mai 2013, Victor Babiuc a fost condamnat definitiv și irevocabil pentru un transfer ilegal de terenuri între MApN și o persoană privată (Becali), iar regimul de detenție al acestuia a fost modificat, la data de 12 iulie 2013, de la unul semi-deschis la unul deschis. A fost eliberat in februarie 2014.